# Chrabąszcz kasztanowy
Chrabąszcz kasztanowy (Melolontha hippocastani) – chrząszcz z rodziny poświętnikowatych, bardzo podobny do chrabąszcza majowego.
Pojawia się w maju lub w końcu kwietnia i przystępuje do żeru uzupełniającego, żywi się liśćmi różnych drzew liściastych. Samica zakopuje się w glebie do 20 cm i składa jaja partiami (ok. 3) i wraca do żeru regeneracyjnego. Rozwój embrionalny trwa 6–8 tygodni, wylęga się pędrak, w pierwszym roku odżywia się szczątkami próchnicznymi a na okres zimy schodzi do gleby nawet na głębokość 1 metra. W okresie wiosennym pędrak wędruje w kierunku powierzchni ziemi, żeruje na systemach korzeniowych traw a później krzewów i drzew, w lipcu przechodzi wylinkę. Jesienią schodzi głębiej. W roku IV-V przechodzi przepoczwarczenie w postać doskonałą (imago).
Wygląd
Długość 20–25 mm (mniejszy od chrabąszcza majowego), ciało owalne, nieco wydłużone, brązowo-czarne, pygidium (ostatni segment odwłoka) zakończone guziczkowato.
Występowanie
Europa, Azja. W Azji dociera przez północny Kazachstan i południową Rosję do północnej Mongolii i Mandżurii.